# Het Aquarius Boek
Het Aquarius Boek is een boek van Noud van den Eerenbeemt dat in 1970 werd uitgegeven door de alternatieve uitgeverij De Appelbloesem Pers.
Voordien werden de verschillende hoofdstukken in gestencilde vorm verstuurd aan belangstellenden. Simon Vinkenoog besteedde er aandacht aan in het tijdschrift Bres. De tekst werd beïnvloed door de toenmalige tijdgeest van seks, drugs en rock-'n-roll, maar de gebruikte citaten wijzen ook op de eruditie van de schrijver.
Dit boek is kenschetsend voor de vroegere filosofische fase van de auteur. In een typisch Watermantijdperk-taalgebruik kleeft hij hierin nog sterk het gedachtegoed van karma en reïncarnatie aan, iets waarvan hij zich in zijn latere leven expliciet van distantieerde.